# NASDAQ OMX Vilnius

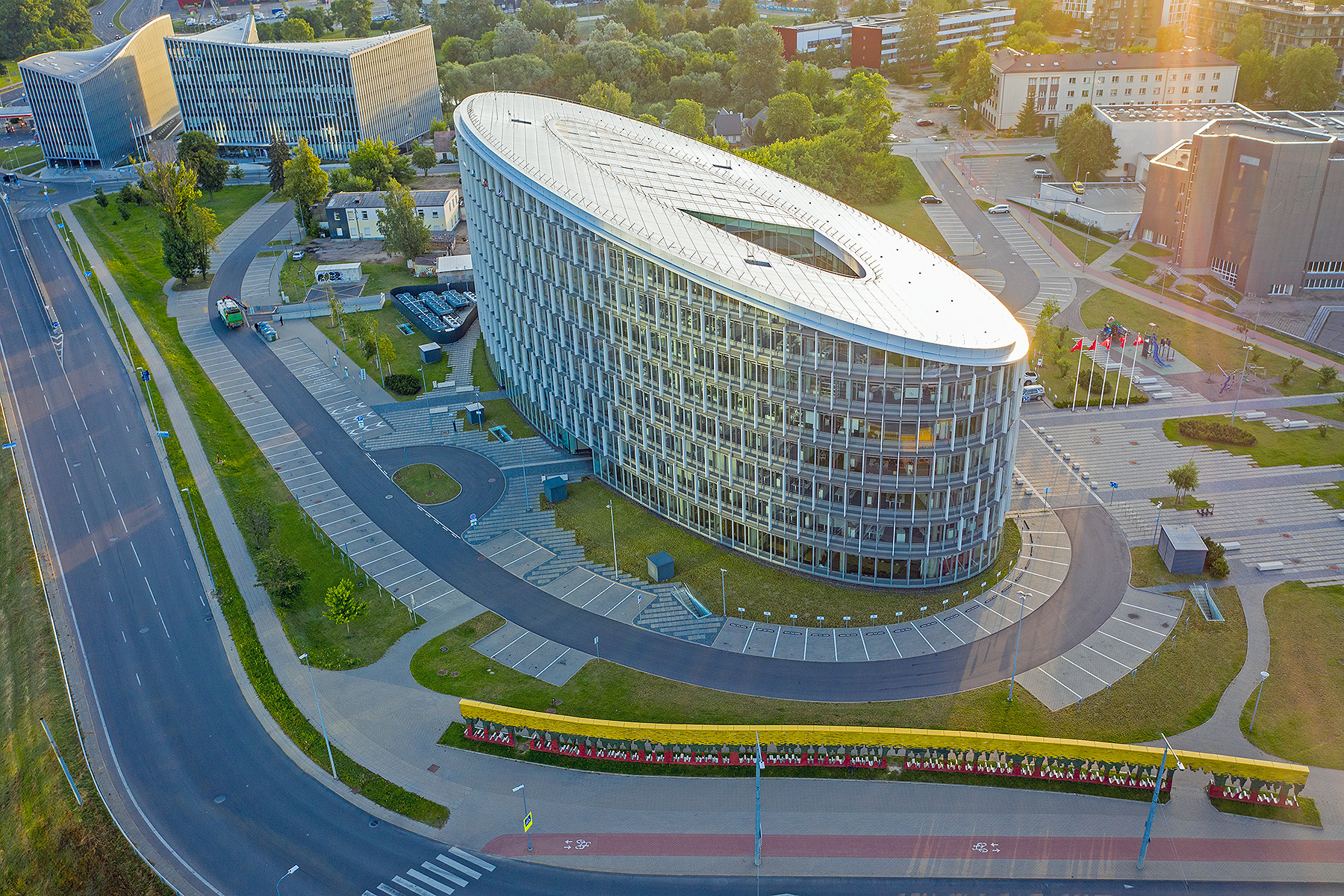
Sitz

NASDAQ OMX Vilnius (ehemalige Börse Vilnius, lit. Vilniaus vertybinių popierių birža (VVPB), auch Vilnius Stock Exchange (VSE)) ist die Wertpapierbörse in der litauischen Hauptstadt Vilnius, im Stadtteil Šnipiškės, Konstitucijos prospektas 29. Sie ist die einzige Börse in Litauen. 

## Indizes
Im OMX Vilnius Index sind die an der Börse notierten Aktien enthalten.

## Lage
Das Unternehmen befand sich im 15. Stockwerk des Bürohochhauses Europa Tower, Konstitucijos pr. 7, im Norden der Hauptstadt Vilnius.

## Geschichte
Die Börse wurde 1993 gegründet und wird von der Börsengruppe OMX geführt. OMX betreibt auch die Börsen in Stockholm (Schweden) und Helsinki (Finnland). 
Gemeinsam mit der Börse Riga (Lettland) und der Börse Tallinn (Estland), die auch zur OMX gehören, wurde ein gemeinsamer baltischer Markt im Börsenbereich geschaffen, um die Investitionsbarrieren zwischen den drei baltischen Staaten Estland, Lettland und Litauen zu verringern.

## Nicht mehr notierte Unternehmen
| - Akmenės cementas, Akmenė - Baltijos Laivų Statykla, Klaipėda - Bankas Hermis, Vilnius - Biržų akcinė pieno bedrovė, Biržai - Dirbtinis pluoštas - Ekranas, Panevėžys - Endokrininiai preparatai - Kalnapilis - Kauno pienas, Kaunas - Kėdainių cukrus, Kėdainiai | - Krekenavos agrofirma, Kėdainiai - Kuro aparatūra - Lietkabelis, Panevėžys - Lietuvos draudimas - Lietuvos taupomasis bankas - Liteksas ir Calw - Lithun - Marijampolės pieno konservai, Marijampolė - Mažeikių pieninė, Mažeikiai - Medienos plaušas | - Metalo komercija - Naftos terminalas - Naujieji Verkiai - Panevėžio pienas, Panevėžys - Panevėžio cukrus, Panevėžys - Ragutis, Kaunas - Sanatorija Eglė, Druskininkai - Sema - Šiaulių oda, Šiauliai - Šiaulių stumbras, Šiauliai | - Švyturys - TEO LT - Trinyčiai - Utenos gėrimai, Utena - Šiaulių stumbras - Viešbutis Lietuva - Vilniaus bankas - Vilniaus kailiai - Vilniaus Pergalė - Žiemys |

## Mitgliedschaften
Sie ist Teil der:
- Sustainable Stock Exchanges Initiative